# Ancyluris aulestes
Ancyluris aulestes är en fjärilsart som beskrevs av Pieter Cramer 1777. Ancyluris aulestes ingår i släktet Ancyluris och familjen Riodinidae. Inga underarter finns listade i Catalogue of Life.

## Bildgalleri

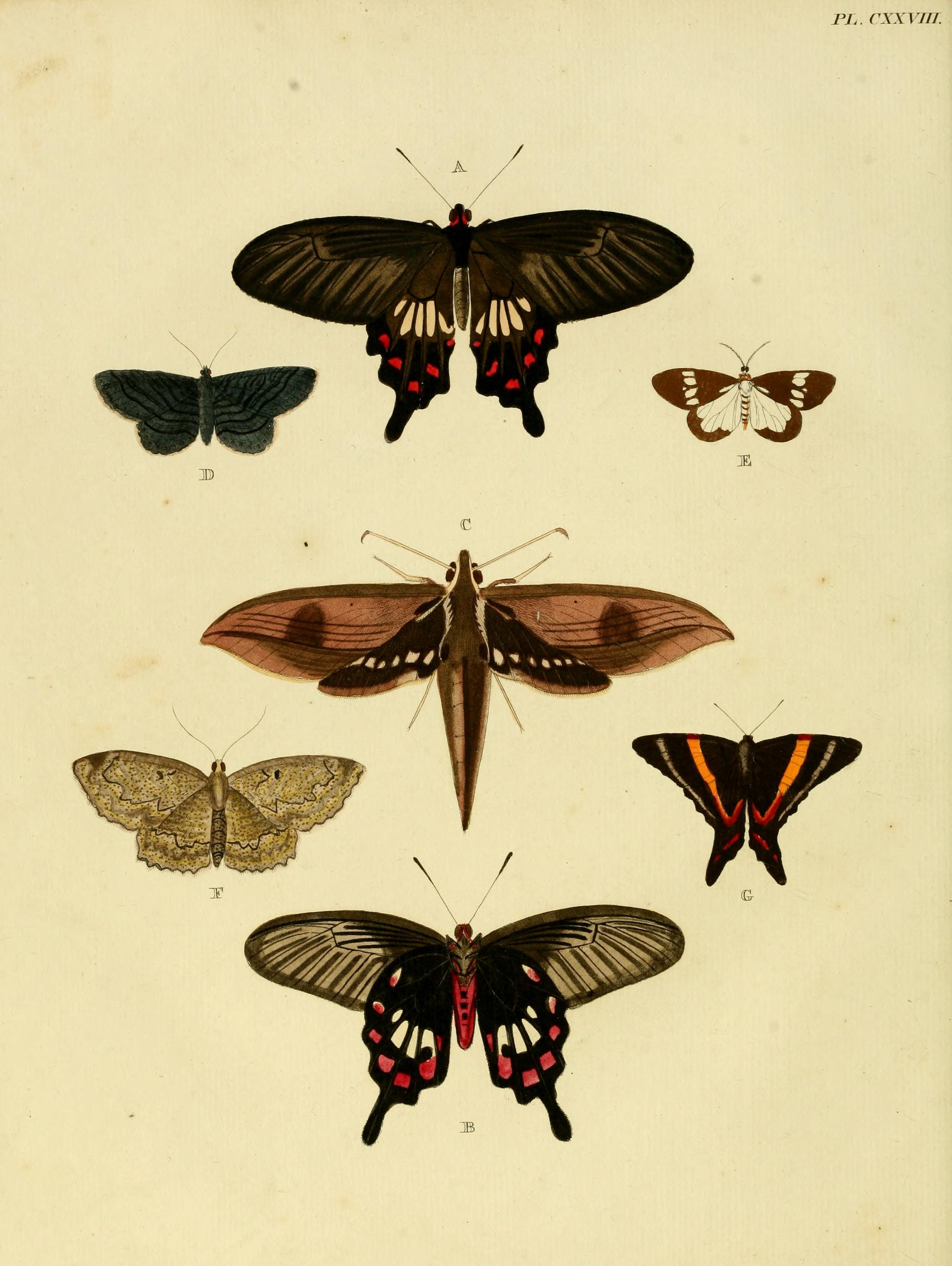
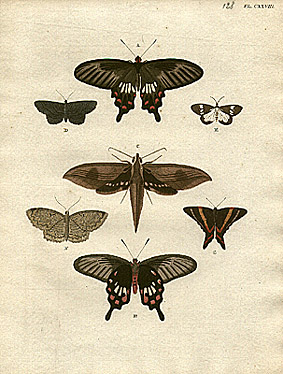